# Vehkasaari (ö i Södra Savolax, S:t Michel, lat 61,73, long 26,76)
Vehkasaari är en ö i Finland. Den ligger i sjön Puula och i kommunen Hirvensalmi i den ekonomiska regionen  S:t Michel och landskapet Södra Savolax, i den södra delen av landet, 200 km nordost om huvudstaden Helsingfors. Öns area är 31,1 hektar och dess största längd är 1,1 kilometer i nord-sydlig riktning.